# 上天草市立大矢野中学校
上天草市立大矢野中学校（かみあまくさしりつ おおやのちゅうがっこう）は、熊本県上天草市大矢野町中にある中学校。
大矢野中学校は、地域では大中とも言われている。

## 沿革
- 1948年（昭和23年） - 登立町立登立中学校、中村立中村中学校、上村立上村中学校創立
- 1949年
  - 4月1日 - 天草郡登立町外2か村組合立大矢野中学校創立
  - 12月31日 - 登立中学校、中村中学校、上村中学校を廃校。それぞれ教室をおく
- 1952年4月25日 - 各教室廃止
- 1954年 - 大矢野町立大矢野中学校と改称
- 2004年（平成16年） - 上天草市立大矢野中学校と改称
- 2023年（令和5年）-上天草市立維和中学校を統合

## 著名な出身者
- 小幡真子（バレーボール選手：JTマーヴェラス）